# Andrej Holm

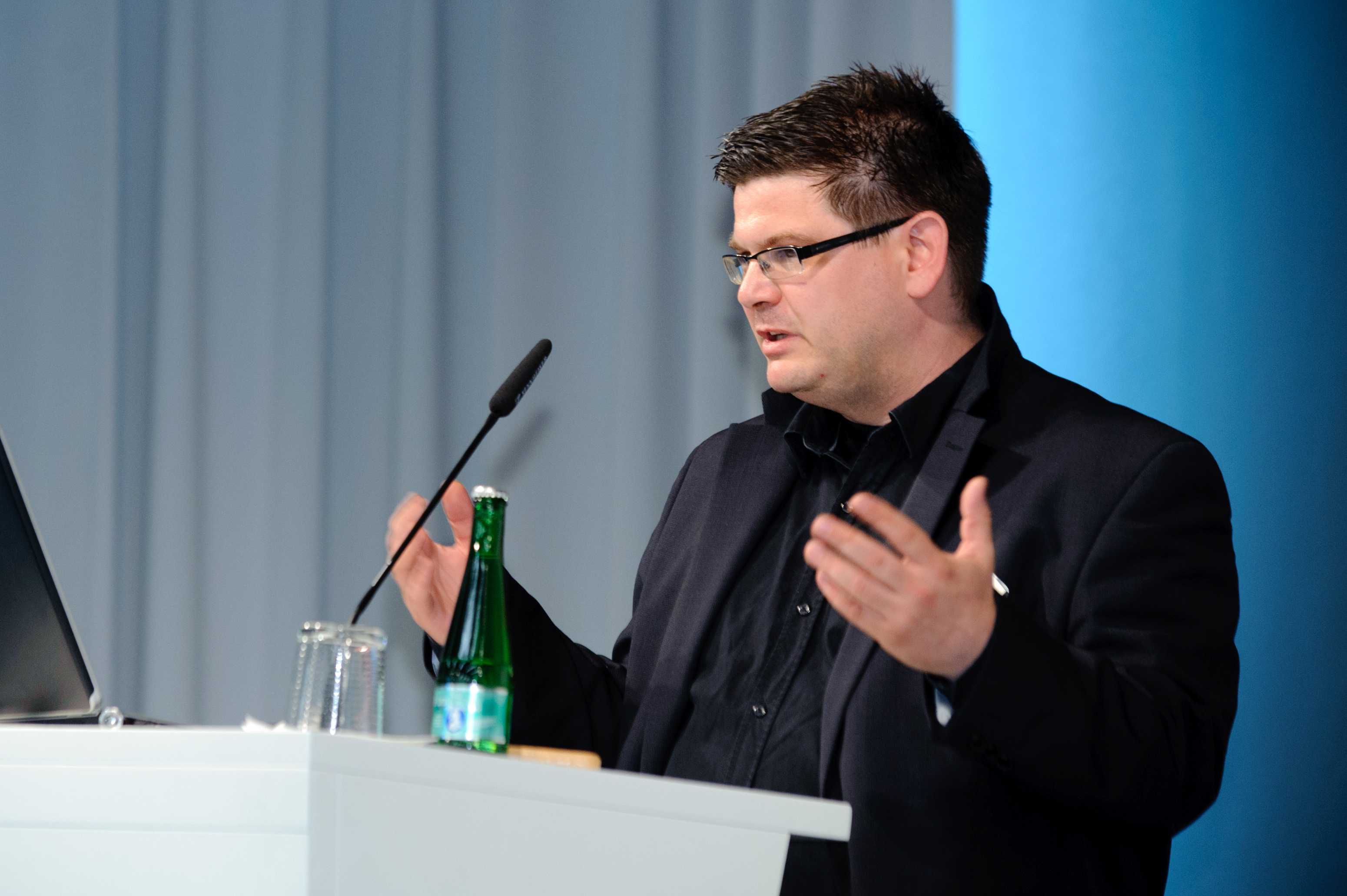
Andrej Holm (2011)

Andrej Holm (* 8. Oktober 1970 in Leipzig) ist ein deutscher Sozialwissenschaftler mit den Themenschwerpunkten Stadterneuerung, Gentrifizierung und Wohnungspolitik. Er war 2016/2017 kurzzeitig Staatssekretär in der Senatsverwaltung für Stadtentwicklung und Wohnen der rot-rot-grünen Landesregierung (Senat Müller II) von Berlin.

## Leben

### Herkunft und Jugend
Holms Urgroßvater Johannes Holm wurde zur Zeit des Nationalsozialismus wegen seiner politischen Aktivitäten verfolgt, engagierte sich im Widerstand und war ein Verleger in der DDR. Sein Vater Hans Holm wurde in Moskau geboren und war später in der Abteilung XX der Bezirksverwaltung Berlin des Ministeriums für Staatssicherheit (MfS) beschäftigt. Holm wuchs in Leipzig und Hohenschönhausen auf. Mit vierzehn Jahren wurde er Mitglied eines FDJ-Bewerberkollektivs für militärische Berufe und war von 1985 bis 1989 in seiner Schule Sekretär der Leitung der FDJ-Grundorganisation. Er wurde im Januar 1989 Kandidat der SED. Nach seinem Abitur an der EOS „Paul Oestreich“ in Berlin-Weißensee begann er im September 1989 eine Ausbildung als Offiziersschüler im MfS-Wachregiment „Feliks Dzierzynski“. Nach der sechswöchigen militärischen Grundausbildung diente Holm bei der Auswertungs- und Kontrollgruppe der Abteilung XX der Bezirksverwaltung Berlin des MfS. Er verpflichtete sich zudem, im Auftrag des MfS Journalismus an der Universität Leipzig zu studieren. Holm wurde Ende September 1989 vereidigt und infolge der Auflösung des MfS Ende Januar 1990 aus seinem Dienst verabschiedet.

### Studium und wissenschaftliche Tätigkeit
Von 1990 bis 1997 studierte Holm an der Humboldt-Universität zu Berlin Sozialwissenschaften und wurde 2004 mit einer Arbeit zum Thema „Restrukturierung des Raumes und gesellschaftliche Macht im Sanierungsgebiet“ bei Hartmut Häußermann promoviert. Von 2001 bis 2003 war er Promotionsstipendiat der Rosa-Luxemburg-Stiftung. Er war von 1998 bis 2001 wissenschaftlicher Mitarbeiter an der Humboldt-Universität zu Berlin im Forschungsprojekt „Veränderte Bedingungen der Stadterneuerung – Beispiel Ostberlin“ unter Leitung von Häußermann. In den Jahren 2005/2006 wirkte er als Koordinator am Projekt „The European URBAN Experience – the Academic Perspective“ mit. Seit 2008 betreibt er das Gentrification Blog, in dem er sich unter anderem mit dem Phänomen des Schwabenhasses auseinandersetzte. In den Jahren 2008/2009 war er am Institut für Humangeographie der Universität Frankfurt angestellt und koordinierte dort ein Forschungsprojekt zu den „Neuordnungen des Städtischen im neoliberalen Zeitalter“. Von 2009 bis 2011 übernahm er die Vertretung der Lehraufgaben für den Bereich Stadtforschung am Institut für Sozialwissenschaften der Carl von Ossietzky Universität Oldenburg. Seit 2011 ist er wissenschaftlicher Mitarbeiter am Institut für Sozialwissenschaften an der Humboldt-Universität zu Berlin; seine Anstellung dort ist seit 2013 unbefristet.
Im Zuge der Stasi-Affäre gab die Präsidentin der Humboldt-Universität Sabine Kunst am 18. Januar 2017 die ordentliche Kündigung Holms als wissenschaftlicher Mitarbeiter bekannt. Sie begründete dies mit dessen Falschangaben zu seiner Stasitätigkeit in einem Personalfragebogen 2005 und in mehreren Lebensläufen, welche die Hochschule arbeitsrechtlich als arglistige Täuschung wertete; auch sei er nicht bereit, seine Falschangaben einzuräumen und sich von ihnen zu distanzieren. Die Entlassung Holms sorgte für breiten Protest der Studierendenschaft, dabei kam es zur Besetzung des Instituts für Sozialwissenschaft. Populär war Holm in der Studierendenschaft aufgrund seines kritischen Blicks auf Stadtsoziologie und die Mietpreisentwicklungen. Protest und Besetzung rissen auch nach drei Wochen nicht ab. Laut Darstellung der HU war eine Erklärung Holms am 9. Februar 2017, in der er „erstmalig gegenüber der Universität zugab, Falschangaben gemacht zu haben, und dies bedauert[e]“, Anlass, die Kündigung in eine Abmahnung umzuwandeln. Die Präsidentin Kunst betonte, dass, wenn „Holm seine Biographie bei der Einstellung offen gelegt“ hätte, seine „Einstellung auch nach den aktuell vorliegenden Informationen möglich gewesen“ wäre. CDU und AfD verurteilten das Einlenken und warfen Kunst vor, wegen der Studierendenproteste eingeknickt zu sein. Nach Holms Beurlaubung bis Ende 2018 kehrte er an den Arbeitsbereich Stadt- und Regionalsoziologie zurück.
Mitte Juni 2024 forderte Holm mit mehreren tausend weiteren Dozenten den Rücktritt der Bildungs- und Forschungsministerin Bettina Stark-Watzinger aufgrund ihrer Erwägungen zur Sanktionierung von Hochschulangehörigen.

### Politik

#### Frühe politische Aktivitäten
Holm engagierte sich während der Wende in der oppositionellen Marxistischen Jugendvereinigung Junge Linke und dem Oppositionsbündnis Vereinigte Linke. Später war er in der autonomen Hausbesetzerbewegung und in verschiedenen Stadtteil- und Mieterinitiativen aktiv. Er schrieb für die Zeitschriften Telegraph und MieterEcho (Zeitschrift der Berliner MieterGemeinschaft) sowie für die junge Welt, die Blätter für deutsche und internationale Politik, analyse & kritik und andere Publikationen. Er beschäftigte sich außerdem mit der Privatisierung von Wohnungen in Deutschland und anderen europäischen Ländern und war aktiv im „Berliner Bündnis gegen Privatisierung“ und im „Netzwerk Privatisierung/Öffentliche Güter“ der Rosa-Luxemburg-Stiftung.

#### Ermittlungsverfahren und Überwachungsmaßnahmen
Im September 2006 leitete die Bundesanwaltschaft gegen Holm ein Ermittlungsverfahren wegen des Verdachts der Mitgliedschaft in einer terroristischen Vereinigung (§ 129a StGB) ein, in dessen Folge er am 31. Juli 2007 verhaftet wurde. Wegen mutmaßlicher Mitgliedschaft in der damals von der Bundesanwaltschaft als terroristisch eingestuften militanten gruppe (mg) wurde gegen ihn ein Haftbefehl erlassen.
Die Verhaftung stieß auf Kritik, weil sich der Verdacht nicht auf konkrete Handlungen, sondern auf Indizien anhand gentrifizierungskritischer Äußerungen und Wortwahl in wissenschaftlichen Publikationen Holms stützte. Daher forderten 43 Wissenschaftler aus dem In- und Ausland sowie die Soziologen Richard Sennett und Saskia Sassen in offenen Briefen die Freilassung Holms.
Am 24. Oktober 2007 hob der Bundesgerichtshof den Haftbefehl endgültig auf, weil die Ermittlungen keine hinreichenden Indizien für einen dringenden Tatverdacht ergeben hätten; zudem sei die mg keine terroristische Vereinigung. Gegen Holm wurde keine Anklage erhoben; das Verfahren wurde am 5. Juli 2010 mangels hinreichenden Tatverdachts eingestellt.
Holm strebte vor Gericht eine Entschädigung an, weil er unschuldig inhaftiert worden war und weil er davor über Monate hinweg überwacht worden war. Seine Partnerin Anne Roth dokumentierte in ihrem Blog die begleitenden Überwachungsmaßnahmen gegen Holm und sich selbst.

#### Ernennung zum Staatssekretär und Stasi-Affäre
Anfang Dezember 2016 berief der Senat von Berlin Holm auf Vorschlag der Senatorin für Stadtentwicklung und Wohnen Katrin Lompscher (Die Linke) zum Staatssekretär für Wohnen. Die Ernennung Holms führte auf Grund seiner früheren, etwa fünf Monate lang währenden Tätigkeit als hauptamtlicher Mitarbeiter bei einer Wach- und Sicherungseinheit des MfS und seiner früheren Angaben über diese Tätigkeit gegenüber der Humboldt-Universität zu breiter Kritik.
Nachdem Berlins Regierender Bürgermeister Michael Müller am 14. Januar 2017 ohne Absprache mit dem linken Koalitionspartner angekündigt hatte, Holm wegen der falschen Angaben und seines Umgangs damit zu entlassen, erklärte dieser am 16. Januar seinen Rücktritt vom Amt des Staatssekretärs. Daraufhin wurde ihm auch seine Stelle an der HU gekündigt. Die Kündigung wurde wegen großer Proteste durch die Studierendenschaft später jedoch in eine Abmahnung umgewandelt. Ab Februar 2017 beriet Holm die Senatsverwaltung als Mitglied des „Begleitkreises zum Stadtentwicklungsplan Wohnen 2030“.
In seiner Stasi-Akte wurde „Standhaftigkeit, Mut und Klassenstandpunkt“ des 18-jährigen Offiziersschülers Holm gelobt. Dem Historiker Hubertus Knabe zufolge habe Holm „nicht nur tatenlos in einer Schreibstube gesessen“, sondern sei „Mitarbeiter der Auswertungs- und Kontrollgruppe in der Berliner Bezirksverwaltung der Stasi“ gewesen. Holm rechtfertigte seine damalige Tätigkeit mit seiner jugendlichen Unerfahrenheit: „Als ich mit 16 Jahren aufgrund meines familiären Hintergrunds angesprochen wurde, hielt ich es für meine Pflicht, der DDR zu dienen. Mit 18 fehlte mir der Mut, meine Verpflichtung zurückzuziehen.“ Der Historiker Ilko-Sascha Kowalczuk nahm die Causa Holm zum Anlass, die Frage zu beleuchten, ob und wann Vergangenheit vergeht; er konstatierte eine Instrumentalisierung des Falls von allen Seiten.

### Privates
Holm ist mit der Netzaktivistin und Journalistin Anne Roth liiert und hat mit ihr zwei Kinder. Er lebt in Berlin.

## Schriften (Auswahl)
Bücher:
- Mit Hartmut Häußermann, Daniela Zunzer: Stadterneuerung in der Berliner Republik. Modernisierung in Berlin-Prenzlauer Berg. Leske und Budrich, Opladen 2002 (= Stadt, Raum und Gesellschaft; Bd. 16), ISBN 3-8100-3440-1.
- Die Restrukturierung des Raumes. Stadterneuerung der 90er Jahre in Ostberlin. Interessen und Machtverhältnisse. transcript Verlag, Bielefeld 2006 (= Urban studies), ISBN 3-89942-521-9.
- Als Hrsg.: Revolution als Prozess. Selbstorganisierung und Partizipation in Venezuela. VSA-Verlag, Hamburg 2007, ISBN 978-3-89965-259-8.
- Wir bleiben alle! Gentrifizierung – Städtische Konflikte um Aufwertung und Verdrängung. Unrast-Verlag, Münster 2010, ISBN 978-3-89771-106-8. (= unrast transparent. soziale krise, Band 2).
- Hrsg. mit Matthias Bernt, Britta Grell: The Berlin Reader. A Compendium on Urban Change and Activism. transcript, Bielefeld 2013, ISBN 978-3-8376-2478-6.
- Als Hrsg.: Reclaim Berlin. Soziale Kämpfe in der neoliberalen Stadt. Assoziation a, Berlin 2014, ISBN 978-3-935936-94-1.
- Mietenwahnsinn. Warum Wohnen immer teurer wird und wer davon profitiert. Knaur, München 2014, ISBN 978-3-426-78676-5.
- Kommen. Gehen. Bleiben. Andrej Holm im Gespräch mit Samuel Stuhlpfarrer. Mandelbaum, Wien 2017, ISBN 978-3-85476-666-7.
- Als Hrsg.: Wohnen zwischen Markt, Staat und Gesellschaft. Ein sozialwissenschaftliches Handbuch. VSA, Hamburg 2021, ISBN 978-3-96488-080-2.
- Objekt der Rendite. Zur Wohnungsfrage und was Engels noch nicht wissen konnte, Dietz Verlag, Berlin 2021, ISBN 978-3-320-02388-1 (zweite, aktualisierte Auflage 2023).

Fachaufsätze:
- Sozialwissenschaftliche Theorien zu Raum und Fläche. UFZ – Umweltforschungszentrum Leipzig-Halle, Leipzig u. a. 2004 (= UFZ-Bericht 26, 2004). (Online verfügbar als PDF-Datei, 625 kB)
- Der Ausstieg des Staates aus der Wohnungspolitik. In: Uwe Altrock u. a.: Planungsrundschau, 2006, S. 103–113.
- Neuordnungen des Städtischen in kapitalistischen Gesellschaften. In: Marxistische Blätter, Heft 5/2008, 46. Jahrgang, S. 13–21.